# Кинджи-Кросс, Джей
Джей Моник Кинджи-Кросс (англ. Jae Monique Kingi-Cross; род. 20 января 1976 года, Веллингтон, Новая Зеландия) — австралийская профессиональная баскетболистка, выступала в женской национальной баскетбольной ассоциации и женской национальной баскетбольной лиге. Была выбрана на драфте ВНБА 2001 года в втором раунде под общим 22-м номером клубом «Детройт Шок». Играла в амплуа атакующего защитника. Трёхкратная чемпионка женской НБЛ (1995, 1996, 1998). По завершении профессиональной карьеры вошла в тренерский штаб команды NCAA «Райс Аулс». В настоящее время работает главным тренером студенческой команды «Сент-Томас Селтс».
В составе национальной сборной Австралии стала бронзовым призёром чемпионата мира 2002 года в Китае, а также выиграла Игры Содружества 2006 года в Мельбурне.

## Ранние годы
Джей Кинджи родилась 20 января 1976 года в городе Веллингтон, столице Новой Зеландии.